# أتسوشي كيمورا
أتسوشي كيمورا (باليابانية: 木村 敦志) (1 مايو 1984 في إباراكي في اليابان – )؛ هو لاعب كرة قدم ياباني سابق كان يلعب كحارس مرمى.

## وصلات خارجية
- أتسوشي كيمورا على موقع الاتحاد الدولي (مؤرشف)  (الإنجليزية)
- أتسوشي كيمورا على موقع رابطة كرة القدم اليابانية للمحترفين (اليابانية)
- أتسوشي كيمورا على موقع قاعدة بيانات كرة القدم.إي يو (الإنجليزية)
- أتسوشي كيمورا على موقع Soccerway.com (الإنجليزية)
- أتسوشي كيمورا على موقع عالم كرة القدم.نت (الإنجليزية)
- أتسوشي كيمورا على موقع كووورة